# Sarbiewo (Mazovie)
Pour les articles homonymes, voir Sarbiewo.
Sarbiewo (prononciation : [sarˈbjɛvɔ]) est un village polonais de la gmina de Baboszewo dans le powiat de Płońsk de la voïvodie de Mazovie dans le centre-est de la Pologne.
Il se situe à environ 7 kilomètres à l'est de Baboszewo (siège de la gmina), 8 kilomètres au nord de Płońsk (siège du powiat) et à 70 kilomètres au nord-ouest de Varsovie (capitale de la Pologne).
Le village compte approximativement une population de 200 habitants.

## Histoire
De 1975 à 1998, le village appartenait administrativement à la voïvodie de Ciechanów.

## Personnalités liées au village
- Maciej Kazimierz Sarbiewski, né le 24 février 1595 à Sarbiewo et décédé le 2 avril 1640 à Varsovie, était un prêtre jésuite et poète de langue latine.